# Rightfielder

Rightfielderns position (RF) på en basebollplan.

Rightfielder (ungefär: "högerfältspelare") är en position i baseboll och softboll som spelar i det område som kallas outfield, området utanför baserna. Rightfieldern spelar till höger från slagmannen räknat. De andra två positionerna i outfield är centerfielder och leftfielder och ett samlingsnamn på alla tre är outfielder.
Spelarna i outfield tar hand om de långa bollarna som slås bortom baserna ut från infield. En outfielder kan bränna en slagman genom att fånga en boll i luften innan den studsar, en lyra. Mer ovanligt är att en outfielder tar hand om bollen och hinner kasta den till en försvarsspelare vid en av baserna som hinner bränna en slagman eller annan springande spelare.
En outfielder ska vara snabb för att hinna till bollen på det vidsträckta outfield, vara säker på att fånga bollarna och ha en bra kastarm så att han kan kasta tillbaka bollen både hårt och välriktat till någon infielder eller catchern vid behov.

## Kända rightfielders

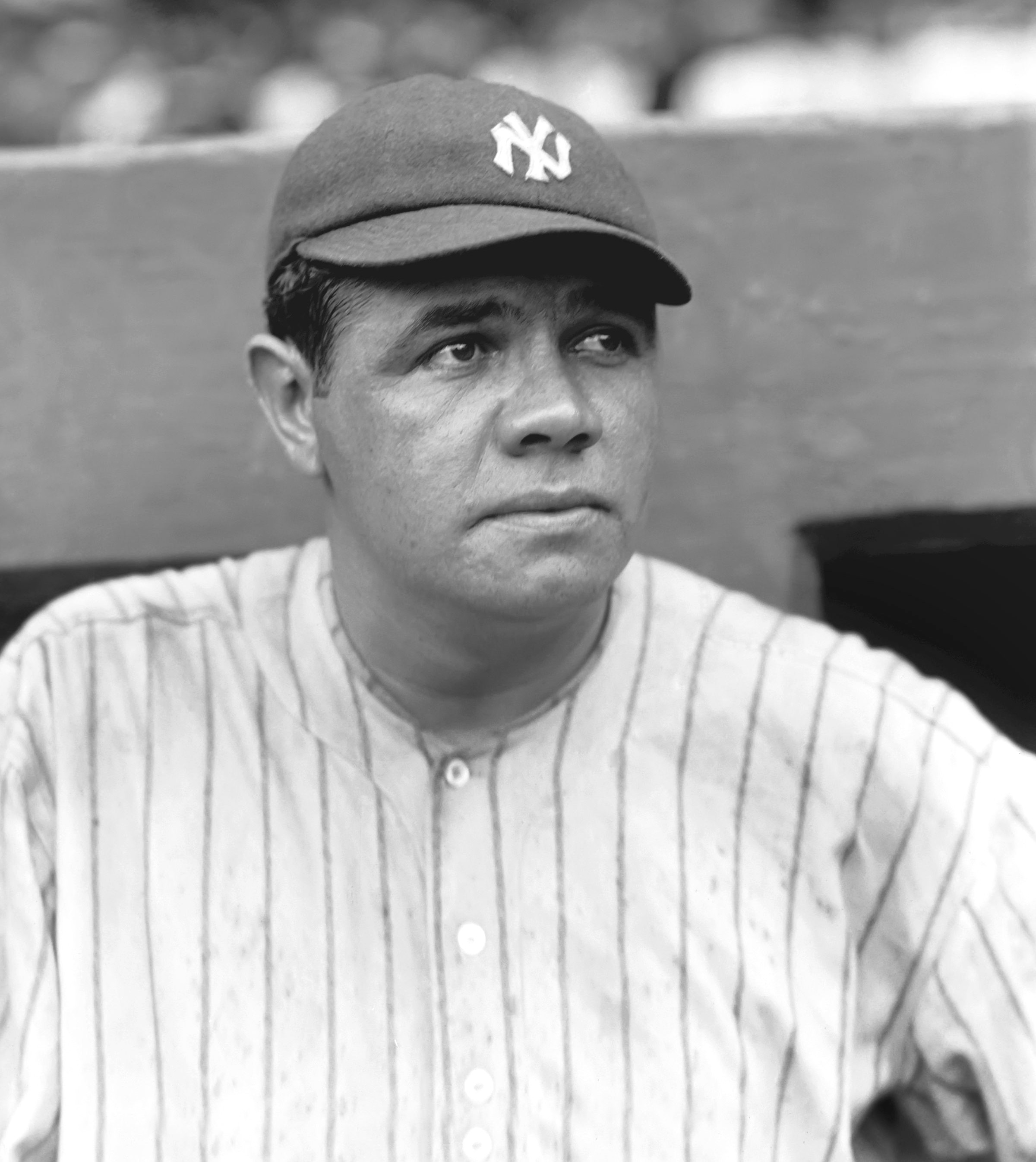
Rightfieldern Babe Ruth 1922.

Följande 27 rightfielders hade till och med 2024 valts in i National Baseball Hall of Fame:
- Hank Aaron
- Roberto Clemente
- Sam Crawford
- Kiki Cuyler
- Andre Dawson
- Elmer Flick
- Vladimir Guerrero
- Tony Gwynn
- Harry Heilmann
- Harry Hooper
- Reggie Jackson
- Al Kaline
- Willie Keeler
- King Kelly
- Chuck Klein
- Tommy McCarthy
- Tony Oliva
- Mel Ott
- Sam Rice
- Frank Robinson
- Babe Ruth
- Enos Slaughter
- Sam Thompson
- Larry Walker
- Paul Waner
- Dave Winfield
- Ross Youngs